# Федерація футболу Гамбії
Футбольна федерація Гамбії (англ. Gambia Football Association) — організація, що здійснює контроль і управління футболом в Гамбії. Розташовується у столиці країни Банжулі. ФФГ заснована у 1952 році, вступила до КАФ у 1966 році, а ФІФА — у 1968 році. У 1975 стала членом-засновником Західноафриканського футбольного союзу. Асоціація організує діяльність та управляє національними збірними з футболу (чоловічою, жіночою, молодіжними). Під егідою організації проводиться чемпіонат країни, кубок країни та багато інших змагань.